# Patrick William Stuart-Menteath
Patrick William Stuart-Menteath (* 4. Oktober 1845 in Douglas (Isle of Man); † 20. November 1925 in Ciboure) war ein britischer Geologe, der in Frankreich wirkte und die Geologie des Baskenlandes und der Pyrenäen erforschte.
Er wird als starker, eigenwilliger und fast Don-Quichottesker Charakter geschildert, was sich in vielen Kontroversen ausdrückte, in die er verwickelt war. Von ihm stammt die erste geologische Karte des inneren Baskenlandes (1881).

## Anfangsjahre
Stuart-Menteath stammte aus einer wohlhabenden schottischen Familie mit Offiziers-Tradition und verbrachte mit seinen Eltern die Jugend in Italien und in der Region von Pau, wo sich seine Eltern niederließen. Er war Kadett bei der Marine und studierte an der University of Edinburgh und der London School of Mines bei Andrew Ramsay. Als Bergbaugeologe war er auch zur Ausbildung an der Bergakademie Clausthal und war eine Zeit in Griechenland. 1866 erschienen seine ersten geologischen Veröffentlichungen und er wurde in die französische geologische Gesellschaft aufgenommen. 1868 war er in eine geologische Kontroverse mit Félix Garrigou verwickelt um die Natur der Molasse-ähnlichen Schichten der Poudingues de Palassou, benannt nach Pierre Bernard Palassou. Danach gibt es über ihn bis 1878 nur wenig Informationen. Er scheint im spanischen Baskenland Geologe für die Rio Tinto Group gewesen zu sein und nach eigenen Angaben Kriegskorrespondent im Dritten Carlistenkrieg (1872 bis 1876).

## Pyrenäen-Geologe
1878 meldet er sich zurück mit einem Beitrag zur Kontroverse um den sogenannten Pliozän-Menschen. Dabei handelt es sich um paläolithische und neolithische Funde menschlicher Relikte in den Braunkohlen von Mouligna in der Umgebung von Biarritz und Bidart, die Eugène Jacquot (1817–1903) 1864 beschrieb. Stuart-Menteath ordnete sie korrekt nicht im Pliozän, sondern viel jünger ein.
Danach scheint er wieder für Rio Tino gereist zu sein und veröffentlichte für ein populäres britisches Magazin Reportagen (Leisure Hour). 1881 veröffentlichte er im Bulletin der französischen geologischen Gesellschaft eine geologische Karte des baskischen Teils der Pyrenäen im Maßstab 1:200.000. Trotz ihrer Mängel (ihm fehlte eine topographische Basis) begründete sie seinen Ruf als geologischer Experte für die Pyrenäen. Er erkannte korrekt die Bedeutung der Devon und Kreide, die Rolle von Ophit--Kuppen aus dem Trias (magmatischen Gesteinen aus einer kontinentalen Grabenbruch-Aufspaltung) und das vereinzelte Vorhandensein von Jura am Nordrand der baskischen Pyrenäen.
Im Auftrag von Edmond Hébert (1812–1890) und Charles-Philippe-Ernest Munier-Chalmas (1843–1903) betreute er die Dissertation von Jean Seunes (Recherches géologiques sur les terrqins secondqires de l'Eocène inférieur de la région sous-prénéenne du Sud-Ouest de la France), die 1891 veröffentlicht wurde. Im Anschluss kam es zu einem heftigen Streit einerseits um Prioritätsansprüche von Stuart-Menteath, andererseits um Interpretationsfragen (teilweise stratigraphische Probleme aus der erst viel später geklärten Frage von Turbiditen). 1894 erkannte er auch als erster das Vorhandensein von Eozän-Ablagerungen (neben Kreide) in den später als Turbidite erkannten Flysch-Ablagerungen bei San-Sebastian. Im selben Jahr beschloss er sich ganz der geologischen Forschung zu widmen und wurde für den damals hohen Betrag von 400 Franc Mitglied auf Lebenszeit der französischen geologischen Gesellschaft. Nachdem er schon 1899 in einen wissenschaftlichen Streit mit Marcel Alexandre Bertrand über tektonische Fragen verwickelt gewesen war, kam es zum Bruch mit der französischen geologischen Gesellschaft, aus der er 1901 austrat. Unter anderem war sein Widersacher Seune Vizepräsident geworden und Stuart-Menteath beschuldigte mit Jules Marcou die Gesellschaft, in den Panama-Skandal verwickelt gewesen zu sein. Trotz gegenteiliger Zusicherungen konnte er von da an nicht im Bulletin der französischen geologischen Gesellschaft (und auch nicht für lange Zeit in den Compte Rendu der Academie des Sciences) veröffentlichen und wich auf spanische und britische Fachzeitschriften aus (den Veröffentlichungen der Société aragonaise des Sciences naturelles, deren Präsident er auch einmal war, und dem Geological Magazine, auch im Bulletin der Biarritz Association).
Zu einer weiteren Kontroverse kam es um die ab 1902 entwickelte und 1911 in den Compte Rendu veröffentlichte Überschiebungsdecken-Theorie des Aufbaus der baskischen Pyrenäen von Léon Bertrand, der von Pierre-Marie Termier unterstützt wurde. Stuart-Menteath hielt das für Geo-Poetik und später bestätigte sich seine Skepsis (Angriffe gegen die Theorie auf der Sondersitzung der französischen geologischen Gesellschaft 1928 und in der Dissertation von Marcel Casteras). Einige seiner letzten Veröffentlichungen (1922/23) betreffen die Dissertation von Pierre Lamare, einem Schüler von Léon Bertrand und später ein bekannter Pyrenäen-Geologe. Stuart-Menteath widerlegte einige von dessen Thesen zu Anhaltspunkten für Überschiebungsdecken. Das führte dazu, dass er wieder im Bulletin der französischen geologischen Gesellschaft veröffentlichte (mit Eugène Fournier als Ko-Autor).
Ab etwa 1906 wohnte er in einem großen Haus in Ciboure, das Basis für seine Exkursionen in die Pyrenäen wurde. Er entwickelte eine ebenfalls von Kontroversen geprägte Freundschaft zu dem Höhlenforscher Eugène Fournier, dem er als Führer in den Pyrenäen diente, und stand mit ihm 1906 bis 1925 in Briefwechsel.
Von ihm stammen 114 wissenschaftliche Veröffentlichungen.

## Schriften
- Sur la géologie des Pyrénées de la Navarre, du Guipuzcoa et du Labourd. Bull. Soc. géol. France, (3), Band 9, 1881, S. 304–333.